# Флаг Сент-Люсии

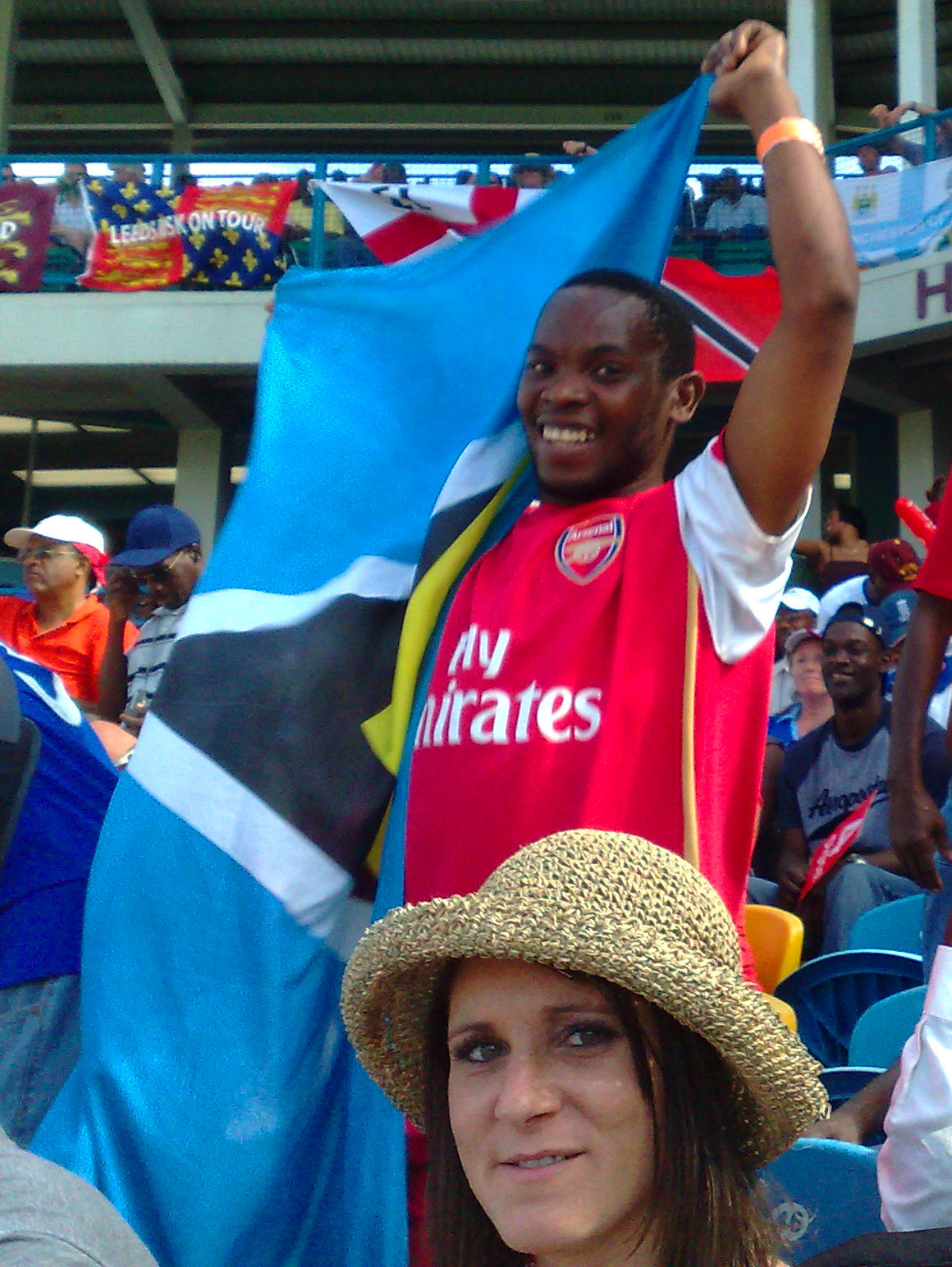
Мужчина с сент-люсийским флагом на футбольном матче.

Государственный флаг Сент-Люси́и (англ. Flag of Saint Lucia) — один из государственных символов Сент-Люсии. Был принят в 1967 году, когда Сент-Люсия стала ассоциированным с Великобританией государством, вместо синего кормового флага с гербом колонии. Хотя общий дизайн флага остаётся неизменным, отдельные его черты с годами изменились.
Флаг Сент-Люсии представляет собой прямоугольное полотнище голубого цвета, в центре которого расположен жёлтый треугольник перед равнобедренным треугольником чёрного цвета с белыми краями. 

## История
Французы колонизировали Сент-Люсию в 1635 году, а 45 лет спустя, в 1680 году, подписали договор с местным коренным населением. Однако, британцы соревновались с французами за контроль над островом, и остров часто переходил из рук в руки между двумя странами. Это продолжалось до 1814 года, когда был подписан  Парижский мирный договор, по условиям которого Франция отказывалась от Сент-Люсии в пользу Великобритании. В том же году Сент-Люсия стала коронной колонией Великобритании. В течение периода колониального правления Франции и Великобритании, Сент-Люсия не имела собственного уникального колониального флага.
Лишь в августе 1939 года британцы предоставили Сент-Люсии собственный уникальный герб. Геральдический щит состоял из чёрного щита с двумя бамбуковыми палками, формирующими крест, а также с двумя розами Тюдоров, символизировавшими Великобританию, и двумя лилиями, символизировавшими Францию, занимавшую четыре квадранта. Данная эмблема была использована для формирования кормового флага и флага генерал-губернатора.
С 1958 по 1962 год остров являлся частью федерации Вест-Индии. Однако, данный политический союз оказался неудачным, и 1 марта 1967 года, через пять лет после расформирования федерации, Сент-Люсия стала ассоциированным с Великобританией государством. Это дало территории полный контроль над внутренними делами, в то время как Великобритания оставалась ответственной за внешнюю политику и национальную безопасность острова. Новый флаг Сент-Люсии, разработанный коренным местным художником Дунстаном Омером, был принят в тот же день. Когда 22 февраля 1979 года Сент-Люсия стала независимым государством, общий дизайн флага остался неизменным, однако оттенок синего цвета и размеры треугольников были незначительно изменены. Несмотря на то, что у острова уже был собственный отдельный флаг к моменту становления независимым государством, Юнион Джек был спущен в последний раз на официальной церемонии, посвящённой независимости.

## Дизайн

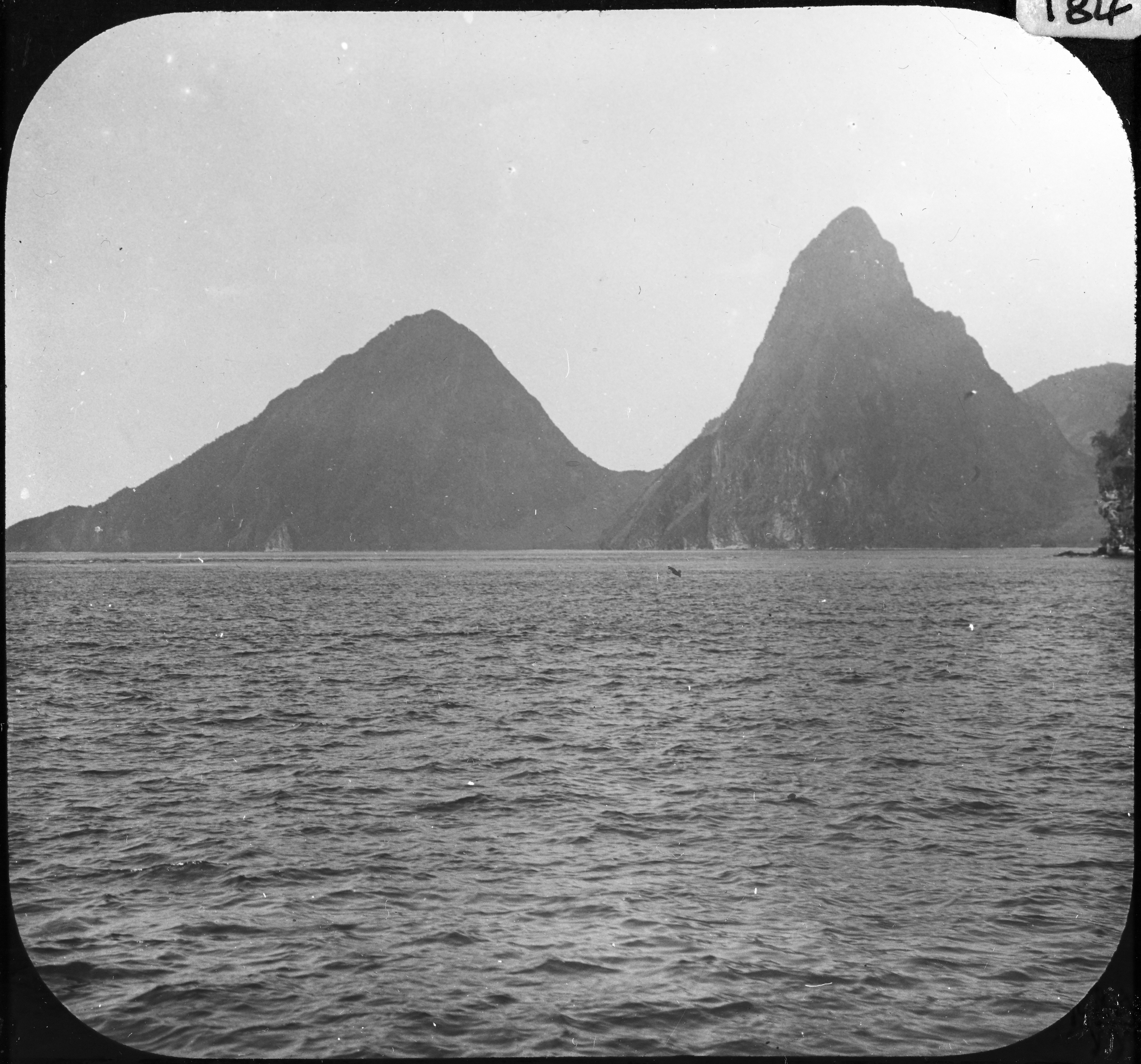
Питоны, два вулканических конуса, под которые стилизованы два треугольника в центре флага. Фотография 1903 года.

Цвета и символы на флаге несут в себе культурное, политическое и местное значения. Синий цвет олицетворяет небо и море, а именно Атлантический океан и Карибское море, окружающие страну. Чёрный и белый цвета отражают гармоничные отношения между людьми чёрной и белой рас. Жёлтый цвет символизирует солнечный свет и процветание. Треугольники символизируют единство и Питоны, два вулканических конуса, расположенные в юго-западной части острова и являющиеся национальными символами страны.

## Исторические флаги
| Флаг | Годы использования | Цель использования                         | Описание |
| ---- | ------------------ | ------------------------------------------ | --- |
|      | 1875–1939          | Флаг колонии Сент-Люсия.                   | Британский синий кормовой флаг с печатью колонии. Латинский девиз на печати гласит: STATIO HAUD MALEFIDA CARINIS |
|      | 1875–1939          | Флаг колониального губернатора Сент-Люсии. | В центре британского флага размещена печать Сент-Люсии 1875 года, окружённая лавровым венком. |
|      | 1939–1967          | Флаг колонии Сент-Люсия.                   | Британский синий кормовой флаг с гербом колонии. Герб состоит из чёрного щита с двумя бамбуковыми палками, формирующими крест, а также с двумя розами Тюдоров, символизирующими Великобританию, и двумя лилиями, символизирующими Францию, занимавшую четыре квадранта. |
|      | 1939–1979          | Флаг колониального губернатора Сент-Люсии. | В центре британского флага размещён белый диск, содержащий герб Сент-Люсии 1939 года и окружённый лавровым венком. |
|      | 1967–1979          | Флаг Сент-Люсии.                           | В центре лазурно-синего полотнища изображён жёлтый треугольник, размещённый перед чёрным наконечником стрелы с белой каймой. |
|      | 1979–2002          | Флаг Сент-Люсии.                           | В центре лазурно-тёмно-синего полотнища изображён жёлтый треугольник, размещённый перед чёрным наконечником стрелы с белой каймой. Жёлтый треугольник был увеличен, а наконечник стрелы сужен.                                                                          |